# میدان اسپانیا (بارسلون)

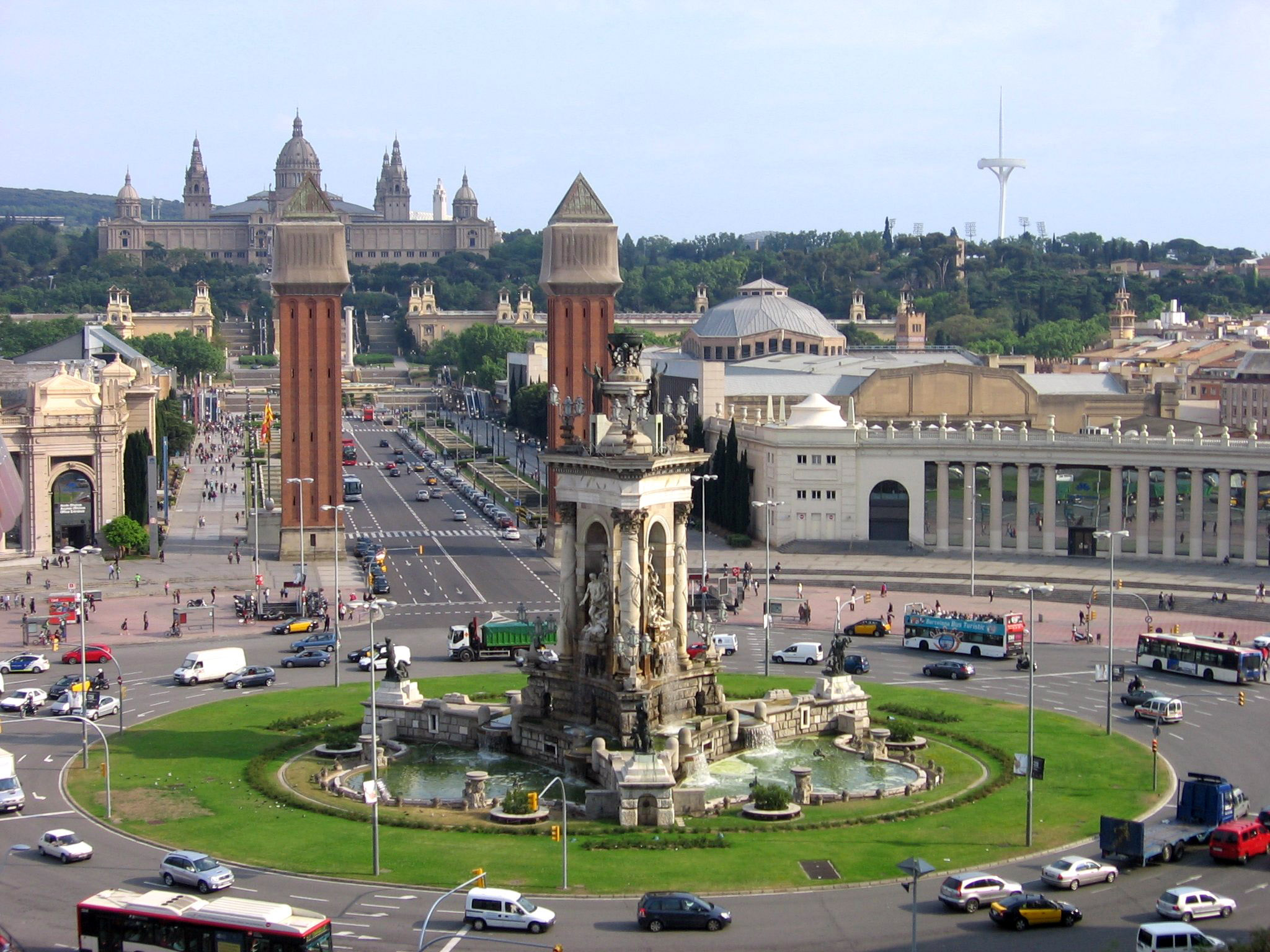
نمایی از میدان اسپانیا و پالائو ناسیونال در پس‌زمینه

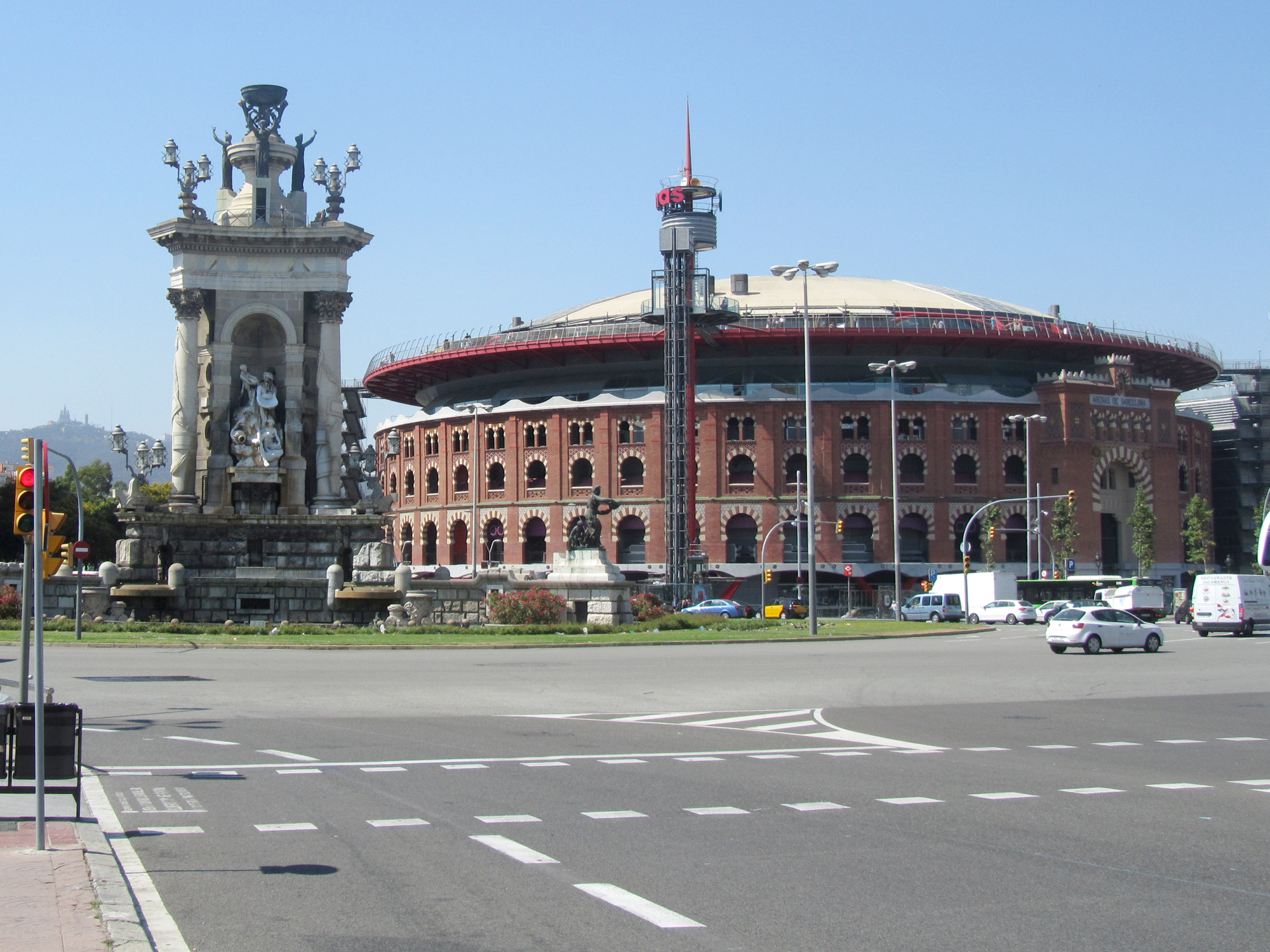
میدان گاوبازی سابق

میدان اسپانیا (کاتالان: Plaça d'Espanya تلفظ در کاتالان: [ˈplasə ðəsˈpaɲə]) (اسپانیایی: Plaza de España) یکی از میدان‌های اصلی شهر بارسلون، پایتخت منطقه خودمختار کاتالونیا در پادشاهی اسپانیا می‌باشد. میدان اسپانیا با بزرگی ۳۴ هزار متر مربع، بزرگ‌ترین میدان شهر بارسلون و پس از میدانی به همین نام در مادرید، دومین میدان بزرگ کشور به‌شمار می‌آید. این میدان به‌مناسبت نمایشگاه بین‌المللی ۱۹۲۹ بارسلون ساخته شد.